# Fossarina legrandi
Fossarina legrandi is een slakkensoort uit de familie van de Trochidae. De wetenschappelijke naam van de soort is voor het eerst geldig gepubliceerd in 1879 door Petterd.